# Puerto deportivo de Marbella
El Puerto Deportivo de Marbella, es uno de los cuatro puertos de la ciudad española de Marbella, Costa del Sol, Málaga.
Es gestionado indirectamente por la Agencia Pública de Puertos de Andalucía, de la Junta de Andalucía.

## Características
- Ancho de entrada: 20 m
- Fondeadero: arena
- Bocana: 3,5 m
- Dársena: 2 m
- Puestos de amarre: 375
- Longitud de puestos: 6 a 20 m
- Amarres en alquiler: 25%
- Radio del puerto: VHF CH 9 y 16